# Agatangelos Tsiripidis
Agatangelos Tsiripidis (gr. Αγαθαγγελος Τσιριπίδης) – grecki bokser pochodzenia gruzińskiego, reprezentant Grecji w kategorii koguciej na Letnich Igrzyskach Olimpijskich 1996 w Atlancie, srebrny medalista Igrzysk Śródziemnomorskich 1993 w Narbonne. Trzykrotnie reprezentował Grecję na mistrzostwach Europy w roku 1991, 1993 oraz w 1996 oraz dwukrotnie na mistrzostwach świata w roku 1991 i 1993, nie zdobywając żadnego medalu.

## Letnie Igrzyska Olimpijskie 1996
Na Letnie Igrzyska Olimpijskie 1996 zakwalifikował się, pokonując w pojedynku barażowym Włocha Sergia Spataforę na Mistrzostwach Europy 1996 w Vejle. Na igrzyskach wystąpił w kategorii koguciej. Odpadł w pierwszym dniu rywalizacji, przegrywając w 1/16 finału z reprezentantem Algierii Abdelazizem Boulahią. W końcowej klasyfikacji zajął 17. miejsce. Oprócz Tsiripidisa, Grecję również reprezentował Tigran Uzlian, który rywalizował w kategorii lekkiej, kończąc rywalizację na 1/8 finału.